# Microbiota
|  | Aquest article tracta sobre el conjunt de microorganismes d'un medi. Vegeu-ne altres significats a «Microbiota (gènere)». |

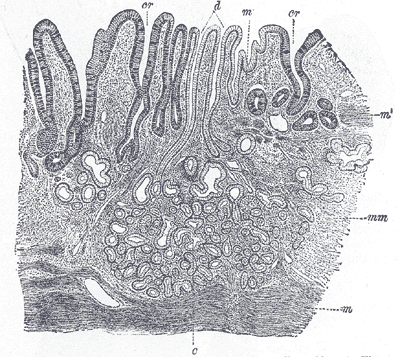
La mucosa de l'estómac hostatja certs microorganismes.
Una d'aquestes espècies (Helicobacter pylori) té un paper en l'úlcera gastroduodenal

Una microbiota és la totalitat de microorganismes, els seus elements genètics (genomes), i la interacció mediambiental dins un ambient biofísic particular. Es pot definir com una «comunitat ecològica de microorganismes comensals, simbiòtics i patògens» que es troben en tots els organismes vius estudiats fins ara, des de plantes fins animals. Una microbiota inclou bacteris, arqueus, protists, fongs i virus. S'ha demostrat que la microbiota és fonamental per a l'homeòstasi immunitària, hormonal i metabòlica del seu hoste. El terme sinònim 'microbioma' descriu, o bé els genomes col·lectius dels microorganismes que resideixen en un nínxol mediambiental, o bé els propis microorganismes.
El terme «microbiota» va ser encunyat per Joshua Lederberg, qui argumentà que els microorganismes que habiten el cos humà podrien ser inclosos com a part del genoma humà, per la seva influència en la fisiologia humana. Es considerava que el cos humà conté unes 10 vegades més cèl·lules de microbis que no pas cèl·lules humanes, però noves investigacions han rebaixat la proporció a 4:3.
Les microbiotes són característiques també d'altres ambients, com ara els sistemes del sòl, l'aigua marina o l'aigua dolça.

## Introducció
Totes les plantes i animals, des dels protists fins als humans, viuen en estreta associació amb organismes microbians. Fins a èpoques recents les interaccions dels microbis amb plantes i animals s'havien definit principalment en el context de l'estat de malalties i amb pocs estudis de simbiosi. Recentment s'ha apreciat que els microbis tenen un paper important en el fenotip dels organismes més enllà de la simbiosi ocasional.

### Estudis en humans
- L'obesitat està associada amb diferències a nivell de fílum en la microbiota, una reducció de la diversitat bacteriana, i un increment de l'expressió d'enzims que dona com a resultat un increment de l'eficiència de les calories ingerides en la dieta.[7]

- La diabetis de tipus I inclou una microbiota intestinal aberrant.[8]

- La pell humana representa l'òrgan més extens del cos humà. Considerada com un ecosistema, la pell dona suport a una gran varietat de comunitats microbianes que viuen en nínxols distints.[9]

- Una microbiota vaginal saludable evita malalties urogenitals en les dones.[10]

- S'ha proposat classificar les persones pel seu enterotip, basat en la composició de la microbiota del tracte digestiu.[11][12]

- El punt de vista tradicional del sistema immunitari veu el cos com un conjunt coordinat d'òrgans teixits, cèl·lules i molècules que cooperen per eliminar els patògens. Les modificacions en aquest punt de vista mostren que el sistema immunitari ha evolucionat per controlar microbis, ja que en certs casos s'ha vist que els microbis controlen el sistema immunitari humà.[13]

- S'ha contrastat que alguns patògens, com ara Opisthorchis viverrini, poden causar canvis en la diversitat de la microbiota dels conductes biliars.[14]

### Estudis en animals
- El declivi en la població mundial d'amfibis entre altres causes es deu a l'extensió dels fongs i representa un enigma.[15] La capacitat d'algunes espècies d'amfibis de coexistir amb l'agent causant, Batrachochytrium dendrobatidis, sembla que es deu a l'expressió de pèptids antimicrobians que beneficien l'amfibi hoste.[16]

- En el rumen dels bovins hi ha un complex de microbis que faciliten la digestió de la cel·lulosa.[17]

- Les formigues talladores de fulles fan colònies subterrànies amb milions de formigues obreres i els cal una microbiota per digerir la cel·lulosa de les fulles, cosa que fan mantenint horts de fongs i una microbiota de bacteris associada de composició completament diferent que en els casos dels bovins.[18]

### Estudis en plantes
- Les estratègies del bescanvi de nutrients són molt variades. Els oomicets i els fongs per evolució convergent han desenvolupat una morfologia similar i ocupen nínxols ecològics similars. Desenvolupen hifes que penetren dins l'hoste.Aquesta associació amb les plantes podria ser molt antiga i podria haver ajudat les plantes a colonitzar terra ferma.[19][20]

- Una gran varietat de bacteris simbionts colonitzen les plantes. Molts són patògens, però d'altres promouen el creixement (PGPB, de l'anglès plant-growth promoting bacteria) i proporcionen serveis essencials a la planta com ara la fixació de nitrogen, la solubilització dels minerals com el fòsfor, la síntesi de fitohormones, l'augment de la captura directa de minerals o la protecció contra patògens.[21][22] Els PGPB poden protegir dels patògens a través de la competència pel mateix nínxol, produir productes al·leloquímics inhibidors, o mitjançant la resistència sistèmica[23]

## Microbiota humana
La microbiota humana consta d'uns 39 bilions de cèl·lules microbianes, superant en una proporció de 4 a 3 el nombre de cèl·lules humanes (uns 30 bilions). En humans sans la microbiota proporciona una gran varietat de funcions metabòliques, i només al tracte digestiu humà ja s'hi han trobat més de 1.500 espècies (tot i que cada individu en presenta, normalment, menys de 200). En individus malalts la microbiota alterada està associada a malalties com ara l'enterocolitis necrotitzant neonatal, la malaltia inflamatòria dels budells (inflammatory bowel disease) i la vaginosi. Hi ha un consorci de cinc anys de durada per al Projecte de la Microbiota Humana (Human Microbiome Project) i el MetaHIT.